# Притоки річки Рось

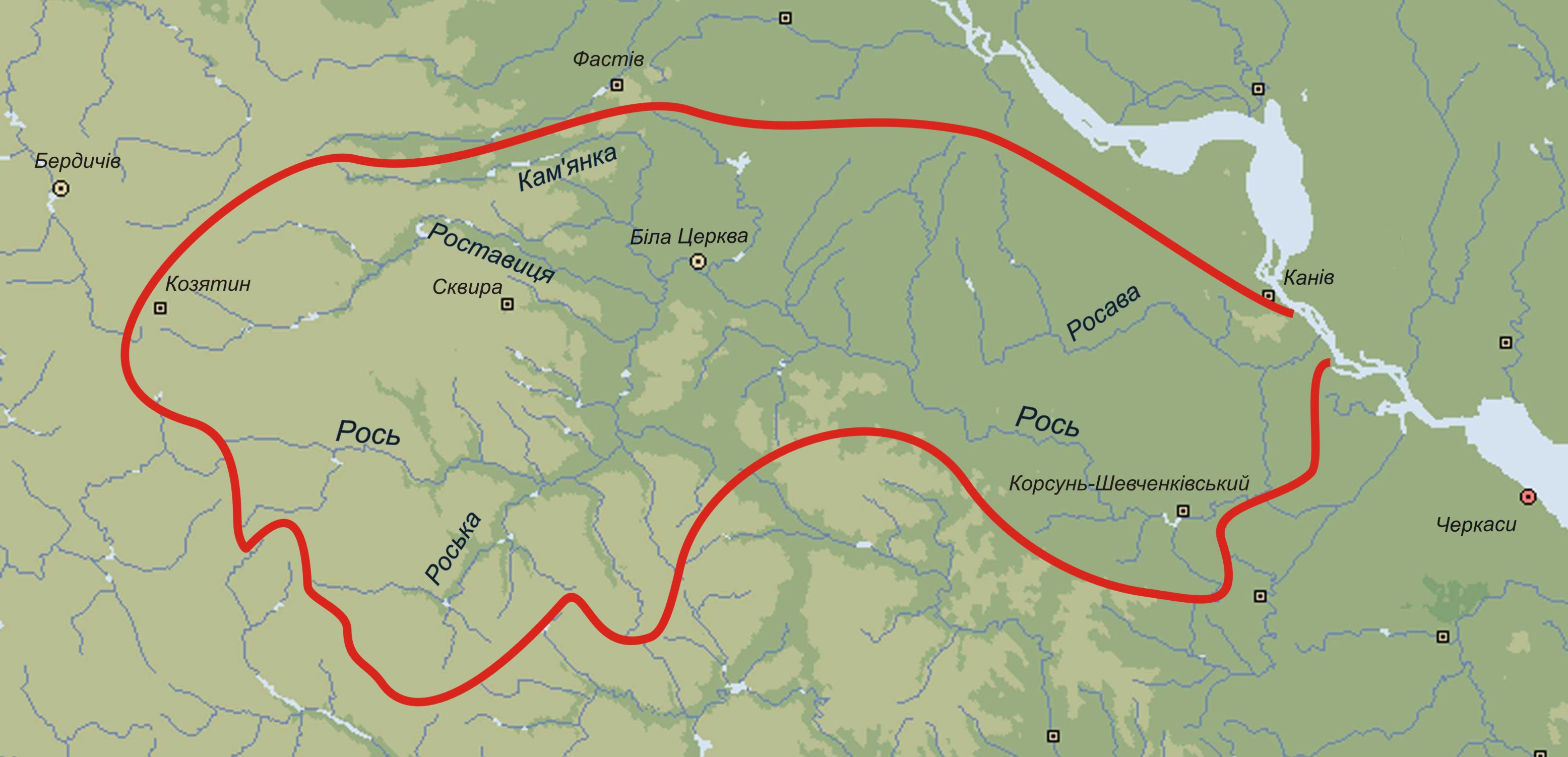
Карта басейну річки Рось

Карта басейну річки Рось

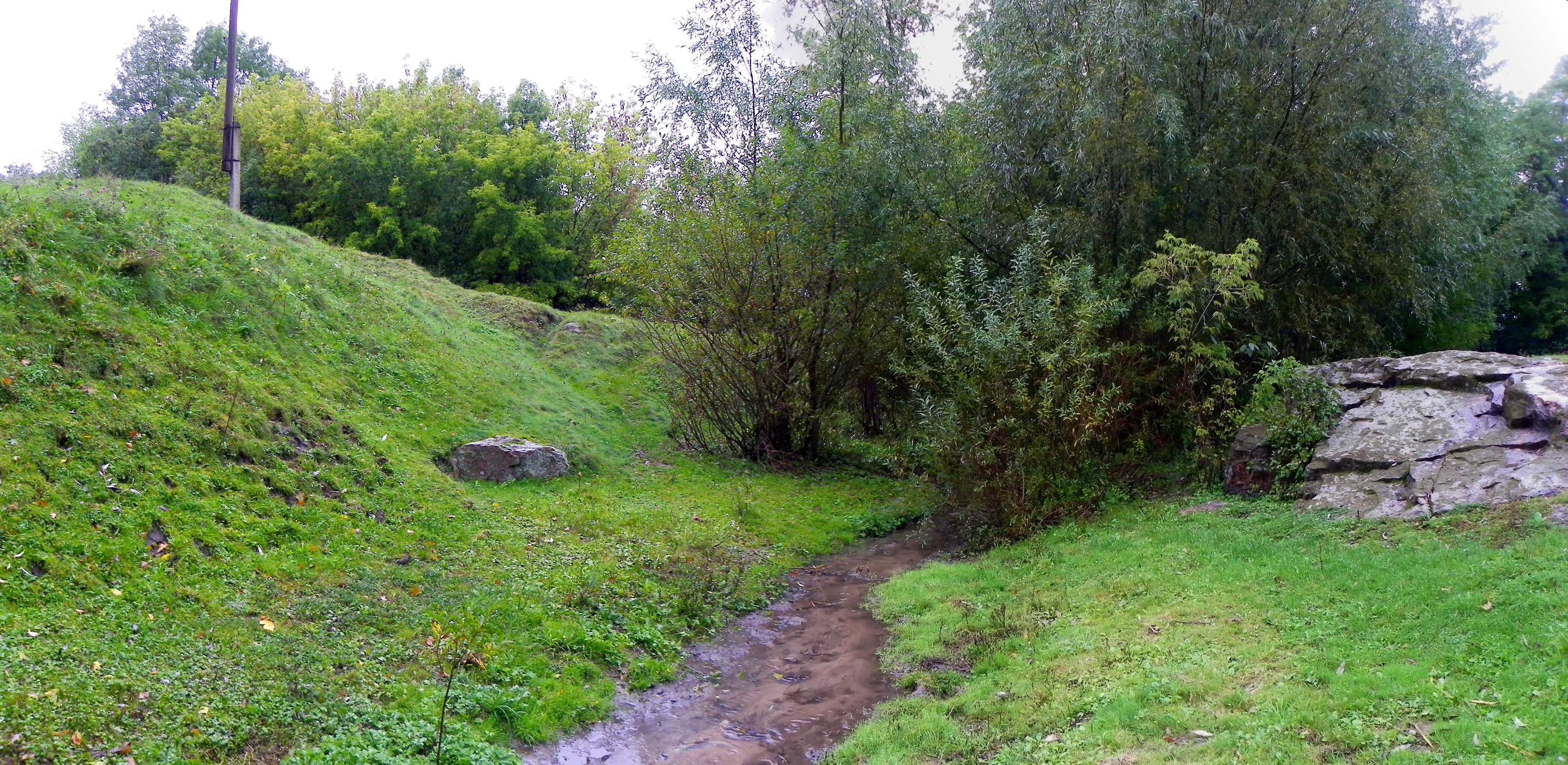
Невеликий потік у селі Збаржівка, ліва притока Росі

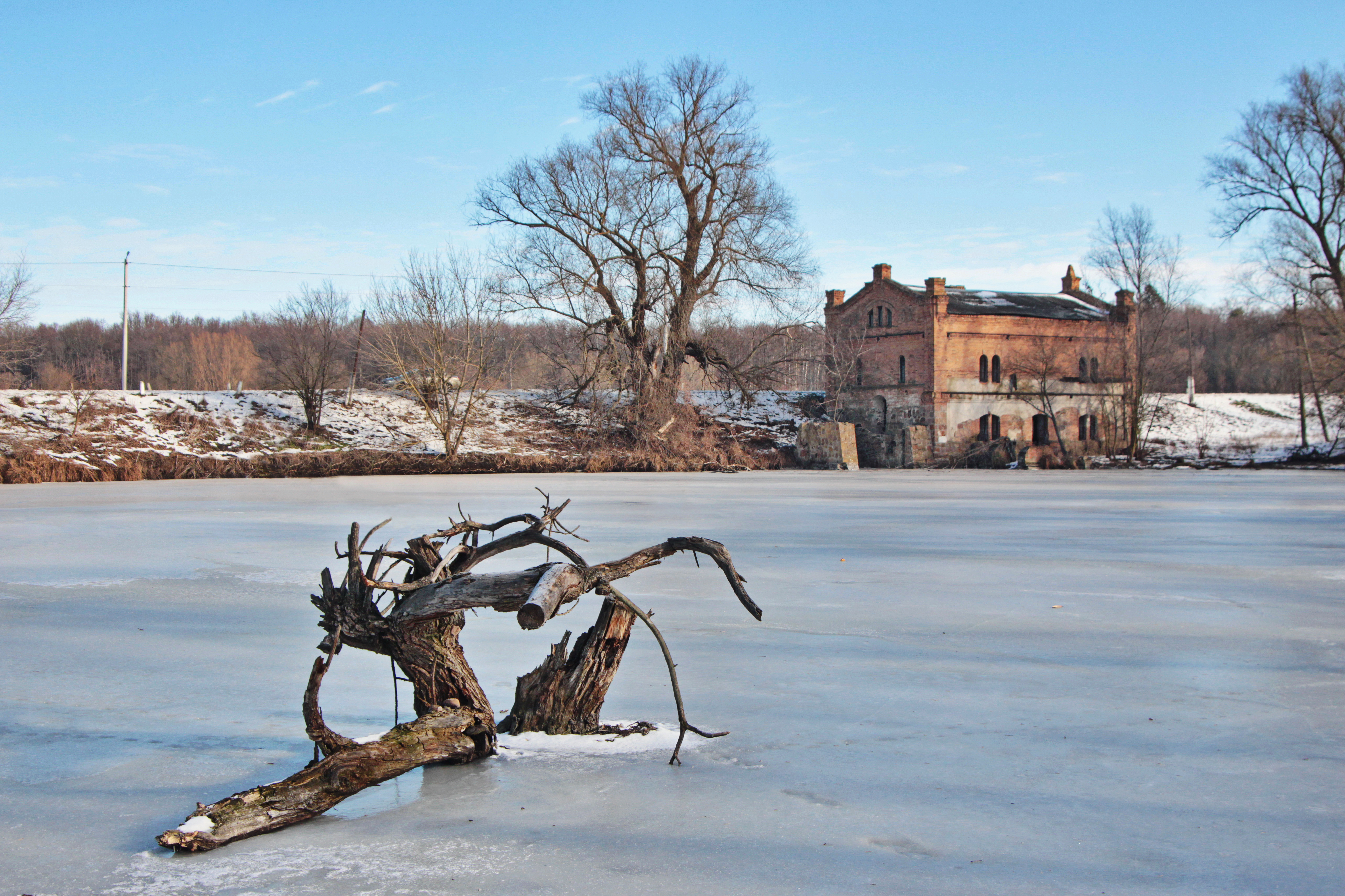
Млин на річці Оріховатка у селі Новофастів

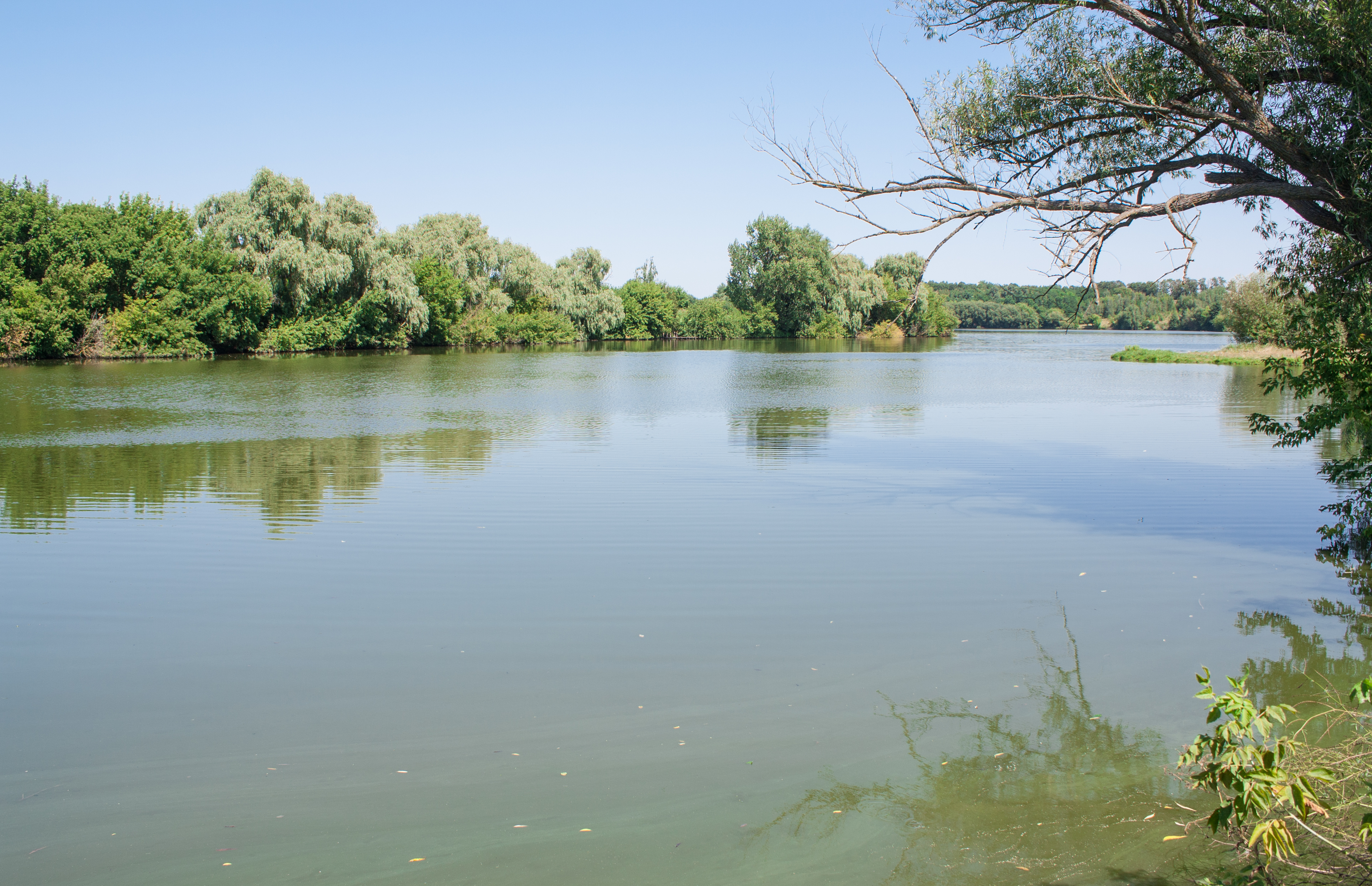
Ставок на річці Злодіївка у селі Капустинці

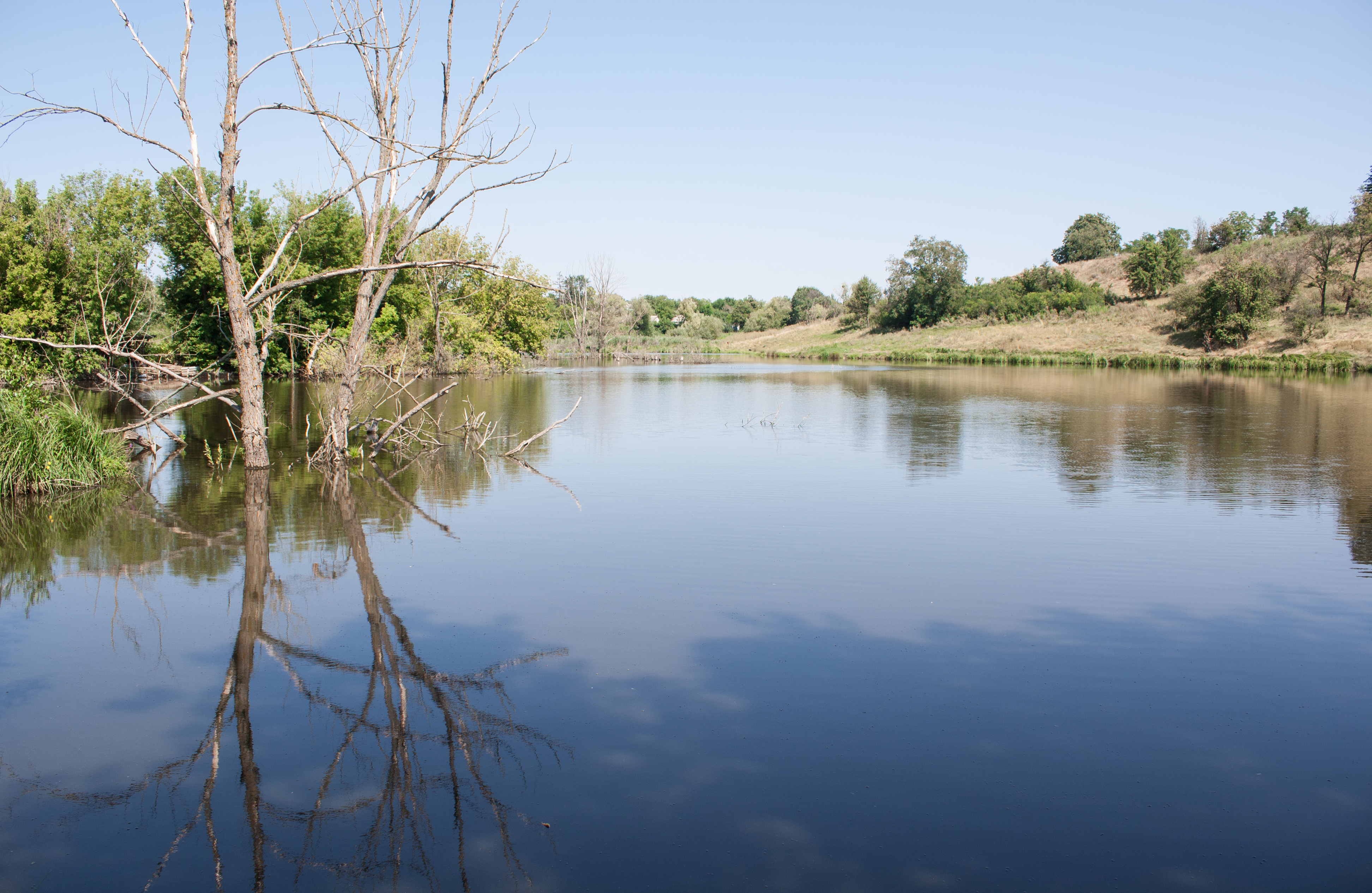
Ставок на річці Рубченка у селі Руде Село

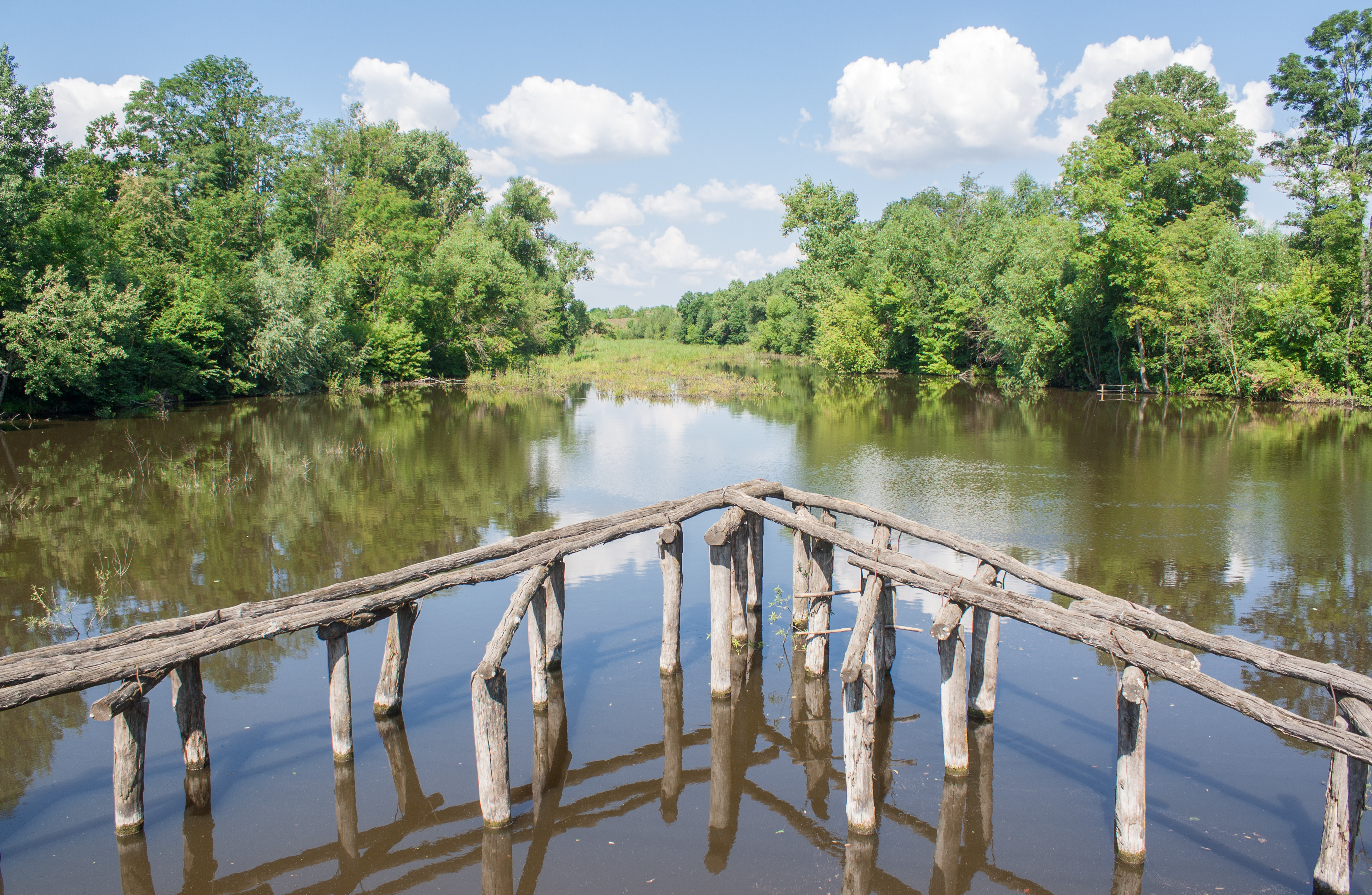
Річка Роська в селі Скала

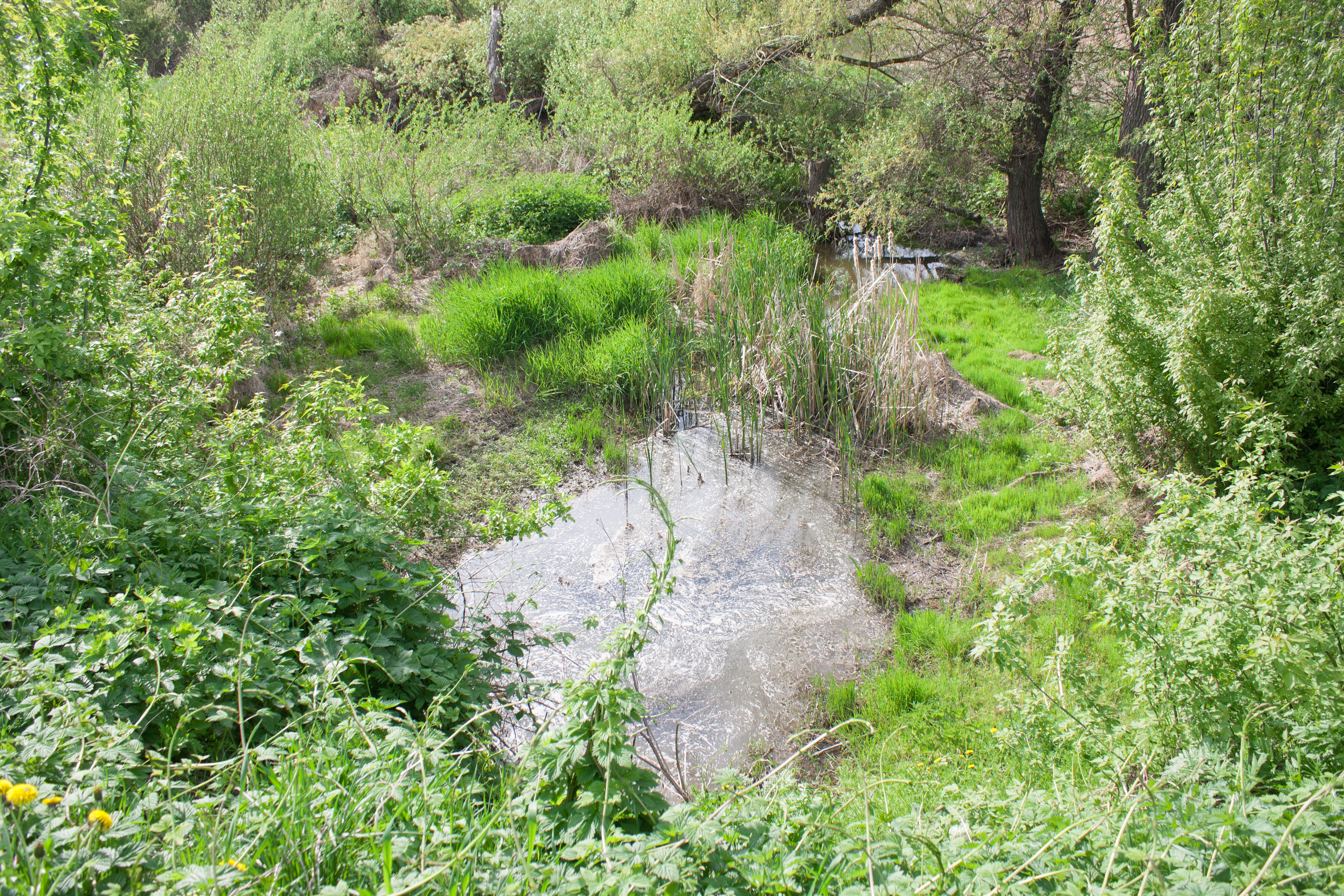
Річка Молочна в селі Олександрівка

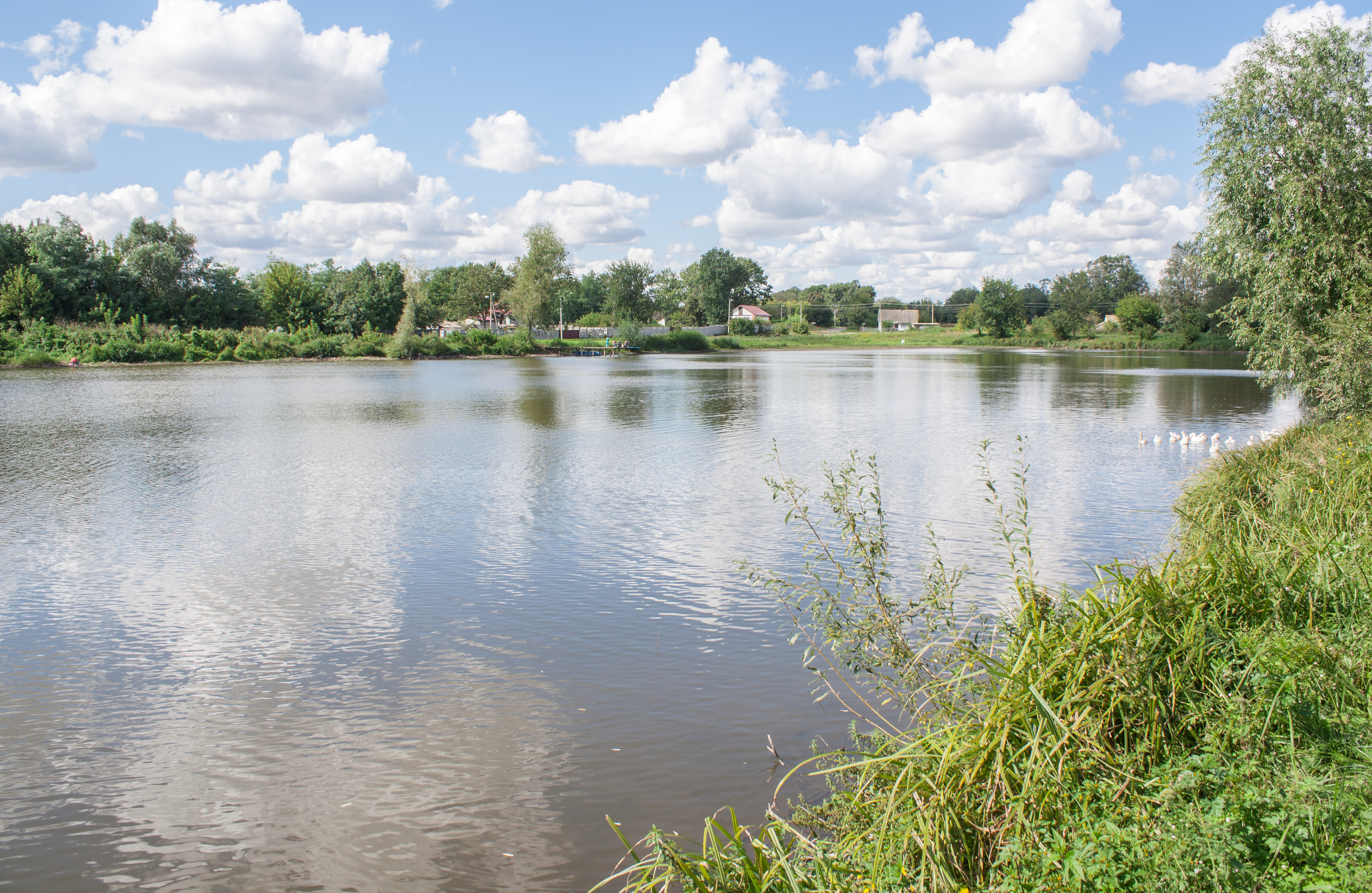
Ставок на річці Тарган у селі Любча

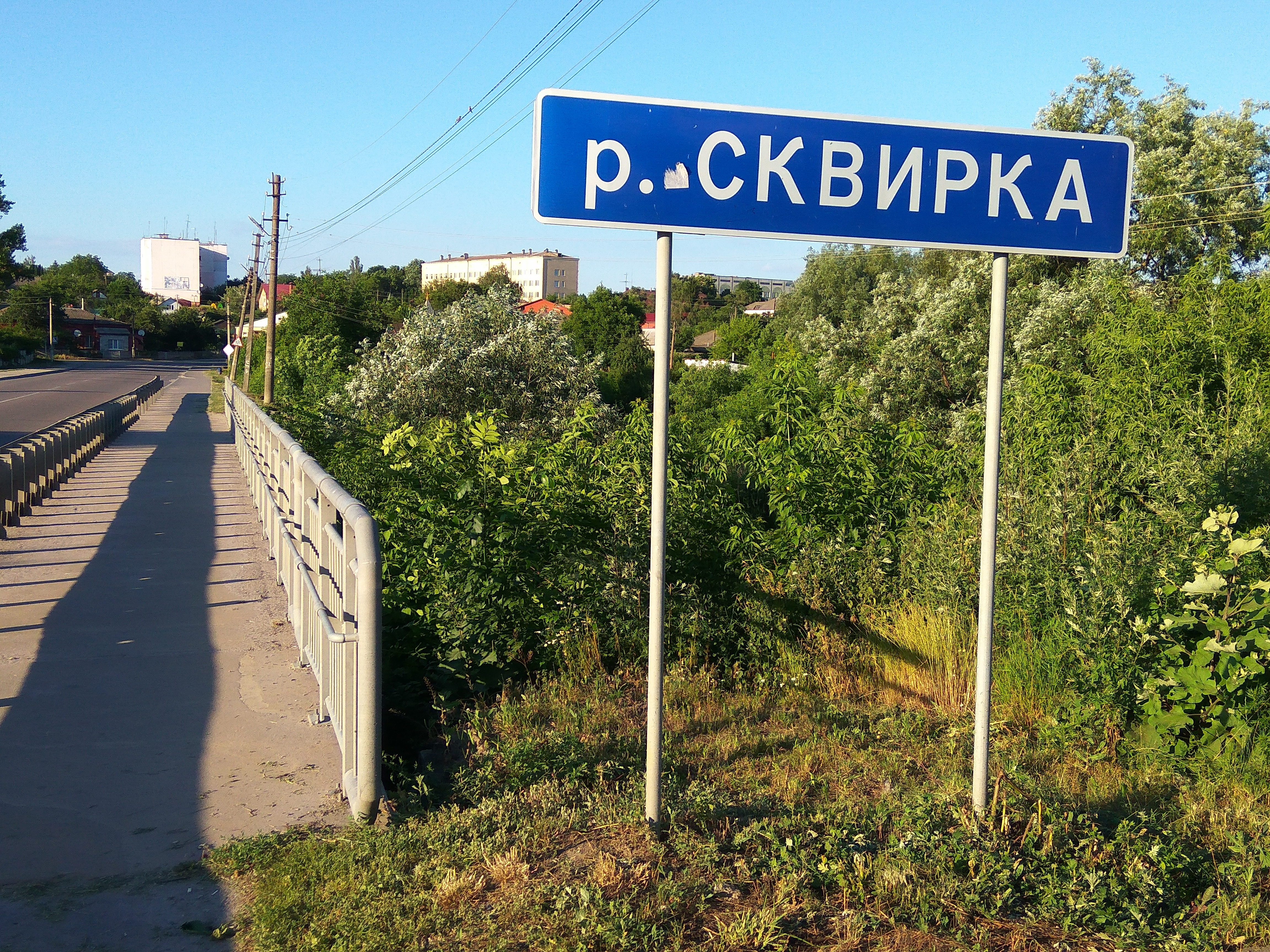
Міст через річку Сквирку у місті Сквира

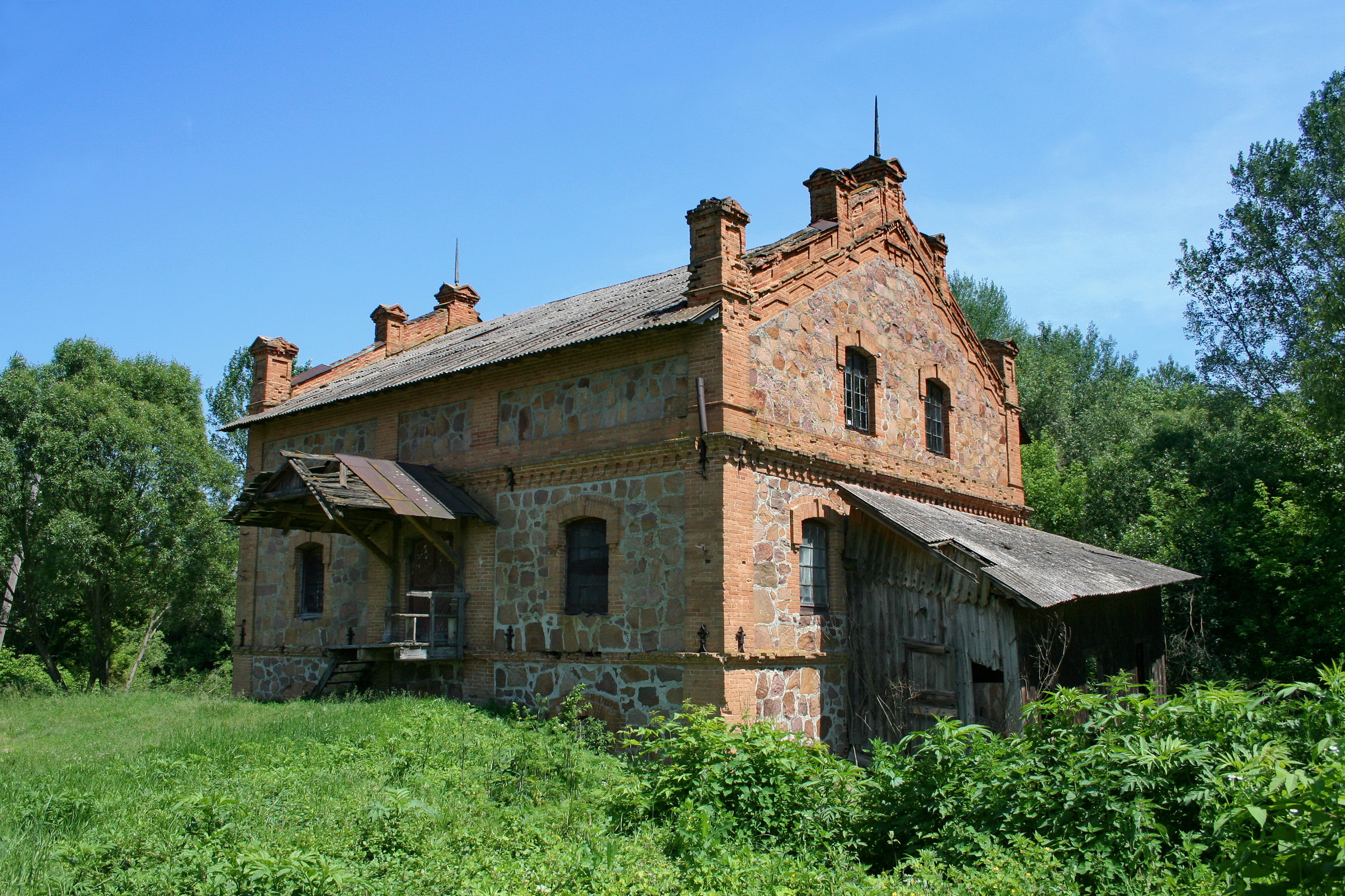
Млин на річці Роставиця у селі Чубинці

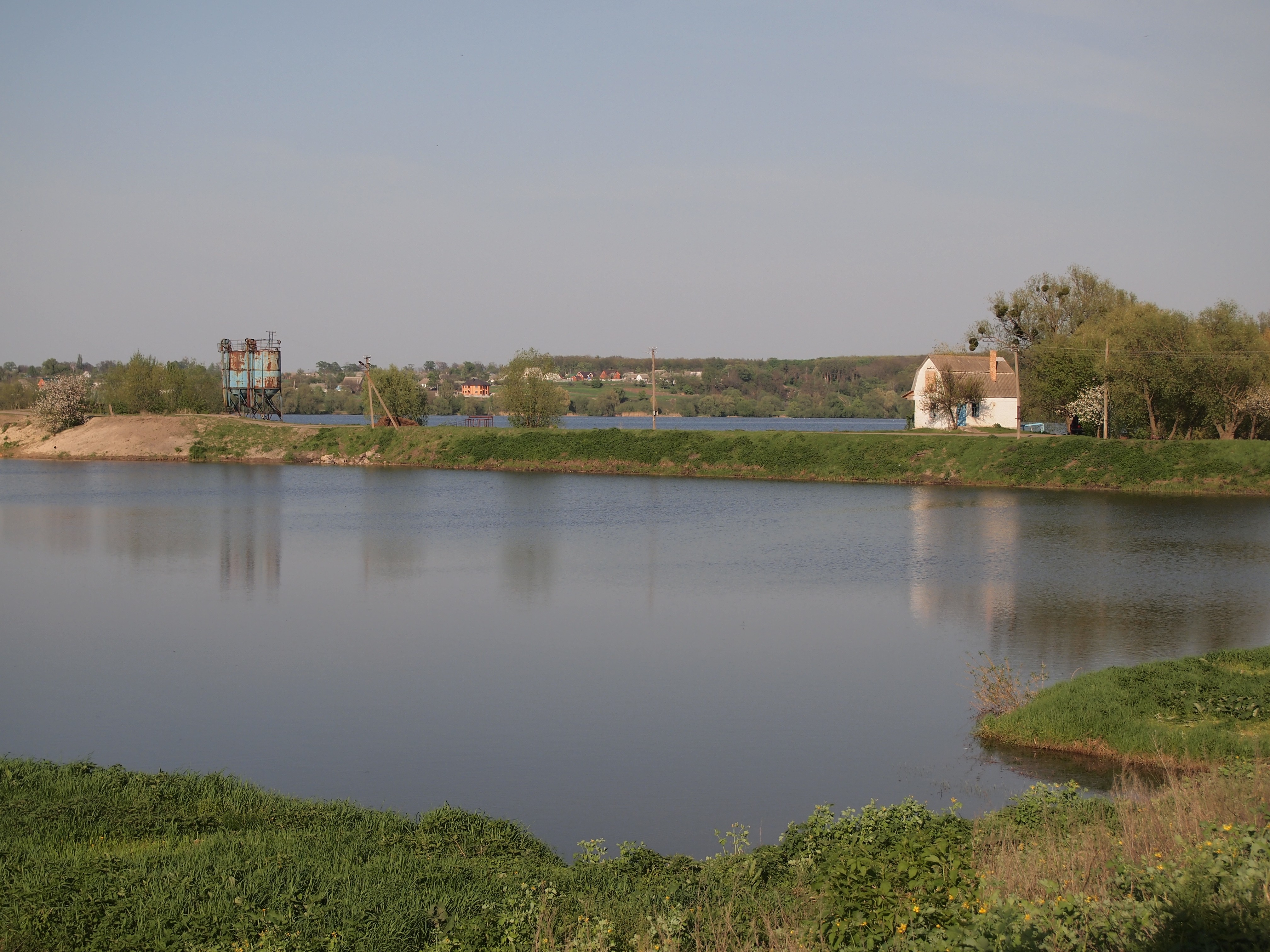
Ставки на річці Кам'янка у селі Великополовецьке

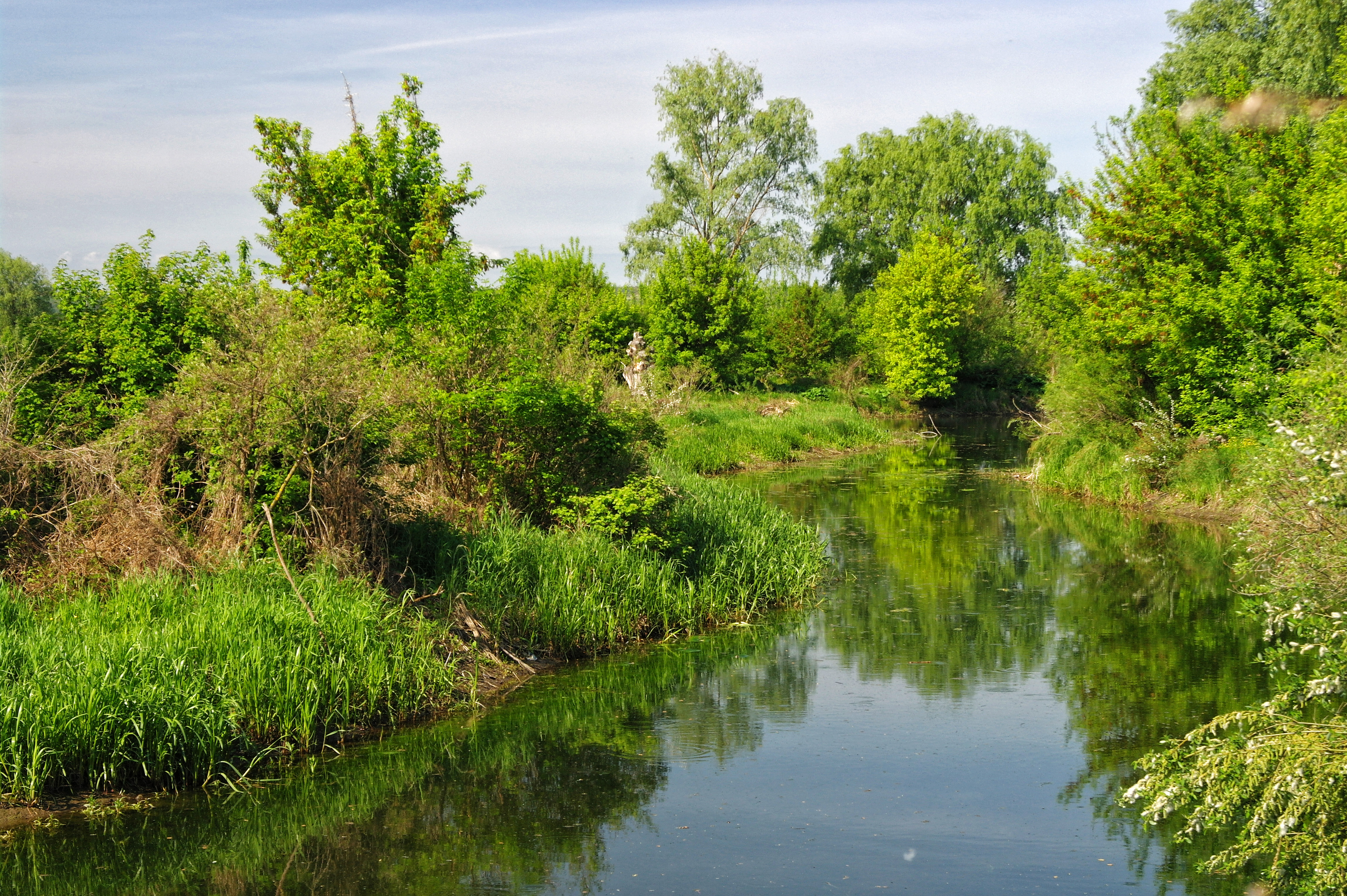
Річка Росава у Кононівському гідрологічному заказнику

Жабокрик — права притока в Погребищенській міській громаді Вінницького району Вінницької області. Починається на схід від села Вербівка, тече на північний схід і впадає у Рось у селі Надросся (колишні Жидівці)
Глиця — права притока в Погребищенській міській громаді Вінницького району Вінницької області. Впадає у Рось у селі Спичинці за 337 км від її гирла.
Без назви (Кам'яна Криниця) — ліва притока в Погребищенській міській громаді Вінницького району Вінницької області. Довжина річки — 6,5 км, площа басейну — 11,2 км². Бере початок на північному сході від Ординців. Тече переважно на південний схід через урочище Кам'яну Криницю і впадає у Рось у Спичинцях за 336 км від її гирла.
Хутірка — ліва притока в Погребищенській міській громаді Вінницького району Вінницької області. Впадає у Рось на північно-східній околиці Спичинців за 335 км від її гирла.
Без назви — права притока в Погребищенській міській громаді Вінницького району Вінницької області. Довжина річки — 6,8 км, площа басейну — 12,1 км². Бере початок на південному сході від Черемошного. Тече переважно на південний схід через Малинки і у Педосах впадає у Рось за 328 км від її гирла.
Коптієва — ліва притока в Погребищенській міській громаді Вінницького району Вінницької області. Впадає у Рось між Педосами і Погребищем за 327 км від її гирла.
Козлівка — права притока в Погребищенській міській громаді Вінницького району Вінницької області. Впадає у Рось у місті Погребище за 325 км від її гирла.
Без назви — ліва притока в Погребищенській міській громаді Вінницького району Вінницької області. Довжина річки — 6,2 км, площа басейну — 9,1 км². Бере початок на південному сході від Білашків. Тече переважно на південний схід через Погребище і впадає у Рось за 324 км від її гирла.
Смотруха — ліва притока в Погребищенській міській громаді Вінницького району Вінницької області. Впадає у Рось північній околиці міста Погребище за 321 км від її гирла.
Самець — ліва притока в Погребищенській міській громаді Вінницького району Вінницької області. Впадає у Рось на південно-східній околиці села Гопчиця, неподалік від міста Погребище за 316 км від її гирла.
Без назви — ліва притока у Погребищенській міській громаді Вінницького району Вінницької області. Довжина річки 7 км, площа басейну — 19 км². Бере початок на південному заході від Бурківців. Тече переважно на південний схід через Попівці і у Саражинцях впадає у Рось за 309 км від її гирла.
Коза — права притока у Погребищенській міській громаді Вінницького району Вінницької області. Впадає у Рось в с. Дзюньків за 301 км від її гирла.
Супрунка — права притока у Погребищенській міській громаді Вінницького району Вінницької області. Впадає у Рось в селі Збаржівка за 297 км від її гирла.
Бабина (Оріховатка) — ліва притока у Ружинській селищній громаді Бердичівського району Житомирської області та Погребищенській міській громаді Вінницького району Вінницької області. Впадає у Рось у селі Борщагівка за 291 км від її гирла.
Давидівка — ліва притока у колишньому Погребищенському районі Вінницької області. Точне місце впадіння невідоме.
Каличівка — ліва притока у колишньому Погребищенському районі Вінницької області. Точне місце впадіння невідоме.
Гольська Руда (Гобежа) — ліва притока на суміжжі Погребищенської міської громади Вінницького району Вінницької області та Володарської селищної громади Білоцерківського району Київської області. Протікає через село Коржиха.
Злодіївка — ліва притока у Сквирській міській та Володарській селищній громадах Білоцерківського району Київської області. Впадає у Рось в селі Мармуліївка за 279 км від її гирла.
Рубченка — ліва притока у Сквирській міській та Володарській селищній громадах Білоцерківського району Київської області. Впадає у Рось в селі Косівка за 267 км від її гирла.
Роська — права притока у Погребищенській міській та Оратівській селищній громадах Вінницького району Вінницької області, а також Тетіївській міській громаді Білоцерківського району Київської області. Впадає у Рось на сході від села Скибинці за 266 км від її гирла.
Молочна — права притока в межах Жашківської міської громади Уманського району Черкаської області, Тетіївської міської і Володарської селищної громад Білоцерківського району Київської області. Впадає у Рось у с. Зрайки за 260 км від її гирла.
Рогозянка — ліва притока у Володарській селищній громаді Білоцерківського району Київської області. Впадає у Рось у селі Завадівка за 254 км від її гирла.
Торц — права притока в Ставищенській та Володарській селищних громадах Білоцерківського району Київській області. Впадає у Рось в селі Ратуш за 250 км від її гирла.
Тарган — права притока в Ставищенській та Володарській селищних громадах Білоцерківського району Київської області. Впадає у Рось біля села Логвин за 246 км від її гирла.
Березянка — ліва притока в Ружинській селищній громаді Бердичівського району Житомирської області, Сквирській міській та Володарській селищній громадах Білоцерківського району Київської області. Впадає у Рось біля с. Березна за 241 км від її гирла.
Медвідка — ліва притока в колишньому Володарському районі Київської області. Точне місце впадіння невідоме..
Сквирка — ліва притока в межах Сквирської міської та Фурсівської сільської громад Білоцерківського району Київської області. Впадає у Рось у с. Яблунівка за 225 км від її гирла.
Без назви — права притока в Маловільшанській сільській громада Білоцерківського району Київської області. Бере початок в селі Мала Вільшанка. Тече переважно на північний захід через село Бакали і на південній околиці села Городище впадає у річку Рось.
Роставиця — ліва притока в межах Хмільницького району Вінницької області, Бердичівського і Житомирського району Житомирської області та Білоцерківського району Київської області. Впадає у Рось навпроти села Пилипча за 216 км від її гирла.
Кам'янка — ліва притока в межах Бердичівського і Житомирського районів Житомирської області та Фастівського і Білоцерківського районів Київської області. Впадає у Рось в селі Чмирівки за 208 км від її гирла.
Протока — ліва притока у Ковалівській сільській, Гребінківській селищній та Білоцерківській міській громадах Білоцерківського району Київської області. Впадає у Рось у місті Біла Церква за 196 км від її гирла.
Красний — ліва притока в Узинській міській та Рокитнянській селищній громадах Білоцерківського району Київської області. Впадає у Рось у селі Пугачівка за 175 км від її гирла.
Черня — права притока в Таращанській міській та Рокитнянській селищній громадах Білоцерківського району Київської області. Впадає у Рось у селі Острів за 167 км від її гирла.
Крива — права притока в Рокитнянській селищній громаді Білоцерківського району Київської області. Впадає у Рось на південно-східній околиці села Острів біля Рокитнянського кар'єру.
Салиха — права притока у Таращанській міській та Рокитнянській селищній громадах Білоцерківського району Київської області. Впадає у Рось у с. Синява.
Рокитна — ліва притока в Узинській міській та Рокитнянській селищній громадах Білоцерківського району Київської області. Впадає у Рось у селі Синява за 162 км від її гирла.
Бушева (Бушеві Стави) — права притока у Рокитнянській селищній громаді Білоцерківського району Київської області. Протікає через село Бушеве.

Горохуватка — ліва притока у Кагарлицькій міській громаді Обухівського району та Рокитнянській селищній громаді Білоцерківського району Київської області. Впадає до Росі на схід від села Бушеве за 148 км від її гирла.
Котлуй — права притока у Таращанській міській громаді Білоцерківського району Київської області. Впадає у Рось у селі Бовкун за 141 км від її гирла.
Киндюха — права притока у Таращанській міській громаді Білоцерківського району Київської області. Впадає у Рось біля села Бовкун за 139 км від її гирла.
Стара Синиця — права притока у Богуславській міській громаді Обухівського району районі Київської області. Впадає у Рось у селі Синиця за 132 км від її гирла.
Зарічок — ліва притока у Богуславській міській громаді Обухівського району Київської області. Протікає через село Мисайлівка
Богуславка — ліва притока у Богуславській міській громаді Обухівського району Київської області. Тече переважно на південь через село Туники та місто Богуслав. Має ліву притоку — річку Цвинтарка
Кам'янка — ліва притока у місті Богуслав Київської області. Точне місце впадіння невідоме.
Карячинка — ліва притока у місті Богуслав Київської області. Точне місце впадіння невідоме.
Приточилівка — притока у місті Богуслав Київської області. Точне місце впадіння невідоме.
Квиздан — притока у місті Богуслав Київської області. Точне місце впадіння невідоме.
Підлобунка — ліва притока у місті Богуслав Київської області. Точне місце впадіння невідоме.
Свавілка- права притока у місті Богуслав Київської облаасті. Точне місце впадіння невідоме.
Свята — ліва притока у місті Богуслав Київської області, тече з-під гори Святої. Точне місце впадіння невідоме.
Славинка — права притока у місті Богуслав Київської області. Точне місце впадіння невідоме.
Рип'ях — права притока у Богуславській міській громаді Обухівського району Київської області. Впадає у Рось у селі Хохітва.
Біївка — права притока в у Богуславській міській громаді Обухівського району Київської області. Починається у селі Біївці. Тече переважно на північний схід і впадає у Рось на північно-східній околиці села Москаленки.
Нехвороща — ліва притока у Миронівській та Богуславській міських Громадах Обухівського району Київської області, Степанецькій сільській громаді Канівського району та Корсунь-Шевченківської міської громади Черкаського району Черкаської області. Впадає у Рось біля с. Москаленки за 94 км від її гирла.
Хоробра — права притока у Медвинській сільській громді Білоцерківського району Київської області та Стеблівської селищної громади Звенигородського району Черкаської області. Впадає до Росі в межах північної частини смт Стеблів за 83 км від її гирла.
Перезовиця — права притока у Стеблівській селищній громаді Звенигородського району Черкаської області. Впадає у Рось гирло у смт Стеблів за 82 км від її гирла.
Бакунька (Саковиця) — права притока у Селищенській сільській та Стеблівській селишній громадах Звенигородського району Черкаської області. Впадає у Рось у селі Яблунівка за 72 км від її гирла.
Зубра (Погань) — права притока у Городищенській та Корсунь-Шевченківській міських громадах Черкаського району та у Селищенській сільській громаді Звенигородського району Черкаської області. Впадає у Рось у місті Корсунь-Шевченківський за 66 км від її гирла.
Корсунка (Фоса) — ліва притока у Корсунь-Шевченківській міській громаді Черкаського району Черкаської області, впадає у Рось у місті Корсунь-Шевченківський.
Мирополка — права притока у Селищенській сільській громаді Звенигородського району Черкаської області. Довжина — 7,9 км, площа басейну — 25 км². Бере початок у селі Кошмак, тече переважно на північний схід через село Миропілля і впадає у Рось у селі Вільхівчик за 45 км від її гирла.
Сотничанка — ліва притока у Корсунь-Шевченківській міській громаді Черкаського району Черкаської області. Довжина — 11,3 км, площа басейну — 29 км². Бере початок у селі сотники, тече на південний схід. Впадає у Рось у місті Корсунь-Шевченківський.
Васильків (Гарбузинка, Смичок) — ліва притока у Степанецькій, Набутівській сільських та Корсунь-Шевченківській міській громадах Черкаського району Черкаської області. Починається у с. Мельники, тече переважно на південний схід через с. Кичинці і впадає у Рось у с. Гарубзин
Черепинка — права притока у Селищенській сільській громаді Звенигородського району та Набутівській сільській громаді Черкаського району Черкаської області. Довжина — 6,3 км, площа басейну — 21 км². Бере початоу у селі Черепин, впадає у Рось на західній околиці села Деренковець за 40 км від її гирла.
Набутівка — ліва притока у Набутівській сільській громаді Черкаського району Черкаської області. Довжина річки — 9,1 км, площа басейну — 23 км². Бере початок на південному сході від села Буди-Бровахівської. Тече переважно на південний схід понад Корнилівкою і в селі Набутів впадає у річку Рось за 39 км від її гирла
Фоса — меліоративний канал, що з'єднує Рось з річкою Вільшанка. Розташовується у Набутівській та Мошнівській сільських громадах Черкаського району Черкаської області.
Нетреба (Броваха) — ліва притока у Набутівській сільській громаді Черкаського району Черкаської області. Довжина річки — 13,3 км, площа басейну — 26 км². Бере початок у селі Бровахи, тече переважно на південний схід черз село Сахнівське і впадає у Рось поблизу села Нетеребка зв 30 км від її гирла.
Погребинка — ліва притока у колишньому Корсунь-Шевченківському районі Черкаської області. Точне місце впадіння невідоме..
Вільховець — річка у колишньому Корсунь-Шевченківському районі Черкаської області. Точне місце впадіння невідоме.
Вільшанка — рукав між селами Межиріч та Лука Канівської міської громади Черкаського району Черкаської області
Росава — ліва притока в межах Обухівського району Київської області та Черкаського району Черкаської області. Впадає у Рось на південь від села Кононча за 19 км від її гирла.
Стара Рось — рукав, утворений на місці старого русла у нижній течії річки.